# Fiú a pokolból
A Fiú a pokolból (oroszul: Парень из преисподней) Arkagyij és Borisz Sztrugackij tudományos-fantasztikus kisregénye, a Delelő Univerzum 8. része. Magyarországon 1981-ben a Metagalaktika 2-ben, 2017-ben a Galaktika Fantasztikus Könyvek sorozatban jelent meg. Ez utóbbi kötet másik kisregénye: A kölyök.

## Előzmények
1973 márciusában a Sztrugackij testvéreknek öt különböző témában voltak ötleteik. Végül a választás a Fiú a pokolból történetre esett, és a munka 1973 októberében kezdődött. Kezdetben a mű a Moszfilm (majd az Ogyesszai Filmstúdió ) számára forgatókönyveként készült. A forgatókönyv A Harci Macska visszatér a pokolba címet viselte. A szerzők hiába kaptak előleget, a filmet letiltották, nem fogadták el gyártásra. Aztán a forgatókönyv alapján megszületett a Fiú a pokolból  sztori.

## Történet
|  | Alább a cselekmény részletei következnek! |

A Giganda bolygón a földi második világháborúhoz hasonló irgalmatlan háború dúl. Réce, a fiatal katona életveszélyesen megsérül egy összetűzés során. A földi megfigyelők (progresszorok) kimentik a bolygóról a Földre. Meggyógyítják és támogatják a felépülésében, megpróbálnak segíteni abban is, hogy alkalmazkodni tudjon a földi élethez. Réce azonban nem akar együttműködni, és azt sem hiszi el, hogy a Föld valódi. Eleinte úgy gondolja, hogy minden, amit Kornyej és más földiek mondanak neki, az Alaji Hadsereg tisztjeként végzett pszichológiai képzésének része. Még azután is, hogy bebizonyítják neki, hogy valóban egy másik bolygón van, a fiú még mindig azt hiszi, hogy az alaji katonaság egy ismeretlen titkos küldetéssel küldte a Földre. A következő elképzelése az, hogy a Föld meg akarja hódítani a Gigandát, és tesztalanyként vagy leendő propagandaügynökként akarja használni. Ahogy egyre többet tanul a Föld technológiájáról és életmódjáról (még egy android-robot szolgát is kap), egyre jobban összezavarodik. Véletlenül rájön, hogy más gigandiakat is elvittek a Földre, de azok beilleszkedtek a társadalomba, és nem akarnak vele foglalkozni.
A fiú Földre érkezése után egy hónap elteltével Kornyej elmondja neki, hogy a Gigandán a háborút a földiek leállították, és az Alaji Hercegség, valamint a Birodalom nincs többé. De a bolygón fegyveres bandák alakulnak, amelyek korábbi katonai egységek tagjaiból állnak. Ezért Kornyej nem akarja hazaengedni Récét, mert fél, hogy csatlakozna valamelyik anarchista bandához. A fiút annyira megdöbbenti a hír, hogy azt követeli, hogy azonnal juttassák vissza a Gigandára. Amikor ezt megtagadják tőle, a srác erőszakkal próbál megszökni. Android szolgája segítségével sikerül egy gépkarabélyt és lőszert szereznie a tervéhez. Réce azzal fenyegetőzik, hogy lelövi Kornyejt és egyik felderítőjét, ha őt nem küldik haza. A progresszor könnyedén lefegyverezhetné a fiút, de végül úgy dönt, hogy visszaengedi a saját bolygójára.
Az utolsó fejezetben Réce visszatér Gigandába, és segít az egyik helyi orvosnak megállítani a közeli városban pusztító pestisjárványt. Végre hazaérkezett: újra otthon van.
|  | Itt a vége a cselekmény részletezésének! |

## Szereplők
- Réce, tizenéves fiú, harmadéves kadét
- Kornyej, földi tudós
- Gepárd, tiszt
- Dramba, android-robot
- Dag, gigandai civil fiatalember, aki szereti a matematikát

## Megjelenések
A történet teljes terjedelmében az Aurora folyóiratban jelent meg 1974-ben. A későbbiekben a Детская литература (Gyermekirodalom Kiadó) „Láthatatlan híd” című gyűjteményében jelent meg rövidített és átdolgozott változatban.

### Magyarul
- Kuczka Péter (szerk.): MetaGalaktika 2. (Kozmosz Könyvek, Budapest, 1981, 359–410. oldal)
- Fiú a pokolból (2 kisregény, Galaktika Fantasztikus Könyvek, Metropolis Media, 2017, fordította: Apostol András, Migray Emőd)
- Fiú a pokolból (E-könyv, Metropolis Media, 2017, fordította: Apostol András, Migray Emőd)

## Fordítás
- Ez a szócikk részben vagy egészben  a   The Kid from Hell című angol Wikipédia-szócikk ezen változatának fordításán alapul.  Az eredeti cikk szerkesztőit annak laptörténete sorolja fel. Ez a jelzés csupán a megfogalmazás eredetét és a szerzői jogokat jelzi, nem szolgál a cikkben szereplő információk forrásmegjelöléseként.